# Sanja Nešković Peršin
Sanja Nešković Peršin, slovenska balerina in koreografinja,  * 19. junij 1968, Ljubljana.
Leta 1985 je končala Srednjo glasbeno in baletno šolo v Ljubljani in se dodatno izpopolnjevala v Cannesu v Franciji, na Dunaju ter v New Yorku. Od leta 1993 je solistka v SNG Opera in balet Ljubljana.
Na področju scenskih umetnosti je koreografinja, avtorica in oblikovalka giba. Sodelovala je z mnogimi slovenskimi režiserji in koreografi za sodobni ples in bila tudi sama koreografnja v gledaliških predstavah in v več samostojnih projektih.
Od 1. junija 2014 je umetniški vodja baleta v SNG Opera in balet Ljubljana.

## Nagrade
- Župančičeva nagrada 2019